# Мечеть аль-Хаміс
Мечеть аль-Хаміс (араб. مسجد الخميس) вважається найстарішою мечеттю Бахрейну, побудованою за правління халіфа династії Омеядів Умара II. За словами журналіста бахрейнської газети Аль-Васат Касіма Хуссейна, альтернативною думкою, коли побудована мечеть, є, що вона була зведена в кінці правління династії Уйюнідів і з одним мінаретом (другий мінарет був прибудований вже через два століття в правління Усфуридів).
Датою заснування мечеті вважається 692, проте напис, знайдений усередині мечеті, повідомляє про її будівництво протягом XI століття. Перебудовувалась двічі, у XIV та XV століттях, коли зведені мінарети. Нещодавно мечеть частково реконструйована.

## Структура
В даний час мечеть має дві частини:
- Молельний зал раннього періоду з плоским дахом, що підтримується дерев'яними колонами XIV століття;
- Приміщення з плоским дахом, що підтримується великими колонами кам'яної кладки, датованими 1339[3].

Поширення ісламу в Бахрейні почалося в VII столітті, після навернення до ісламу правителя Катару і Бахрейну Мунзіра ібн Савви аль-Тамімі, коли Мухаммед відправив свого посланця, Аль-Алу аль-Хадрамі, проповідувати нову релігію в східній Аравії.

## Міхраб
У мечеті аль-Хаміс роль міхраба виконувала вапнякова плита. Виявлена в ході реставраційних робіт і відноситься приблизно до XII століття. На ній були нанесені вірші 34-35 XXI сури Корану.